# Лунарделли
Лунарделли (порт. Lunardelli) — муниципалитет в Бразилии, входит в штат Парана. Составная часть мезорегиона Северо-центральная часть штата Парана. Входит в экономико-статистический микрорегион Ивайпоран. Население составляет 4292 человека на 2006 год. Занимает площадь 199,220 км². Плотность населения — 21,5 чел./км².

## История
Город основан в 1979 году.

## Статистика
- Валовой внутренний продукт на 2003 год составляет 35 000 855,00 реалов (данные: Бразильский институт географии и статистики).
- Валовой внутренний продукт на душу населения на 2003 год составляет 7109,66 реалов (данные: Бразильский институт географии и статистики).
- Индекс развития человеческого потенциала на 2000 год составляет 0,692 (данные: Программа развития ООН).

## География
Климат местности: субтропический. В соответствии с классификацией Кёппена, климат относится к категории Cfa.